# Waidhaus

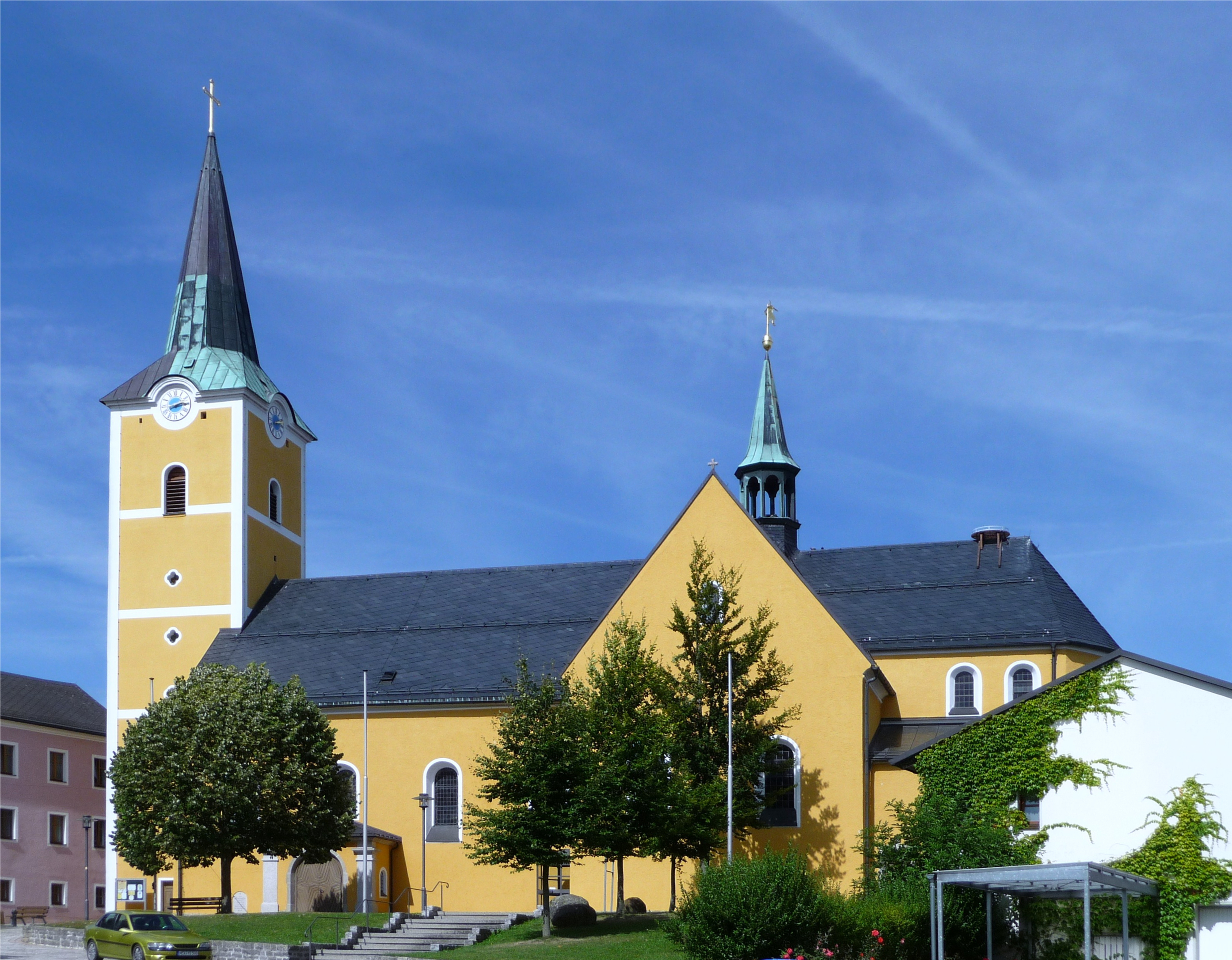
Waidhaus

Waidhaus este o comună-târg din districtul Neustadt an der Waldnaab, regiunea administrativă Palatinatul Superior, landul Bavaria, Germania.

## Localități vecine
Localități vecine: Rozvadov, Eslarn, Pleystein, Georgenberg.
| Georgenberg 10 km | Rozvadov 5 km | Rozvadov 5 km |
| Pleystein 8 km    |               | Rozvadov 5 km |
| Pleystein 8 km    | Eslarn 8 km   | Eslarn 8 km   |